# 檀伯
檀伯（前8世纪？—前697年），《史记》作单伯，春秋前期郑国栎地（今河南省禹州市）大夫。
前697年（鲁桓公十五年、郑厉公四年）夏季，郑厉公被驱逐逃亡蔡国。六月二十二日，郑昭公复位。秋季，郑厉公勾结栎地居民，把当地大夫檀伯杀掉，郑厉公随后入城定居。宋国、鲁国、陈国、卫国等国联军攻打郑国、协助厉公复位，但没有成果。郑厉公在居住十七年，直到前680年（鲁庄公十四年、郑子婴十四年），他才回到新郑复位成为郑国国君。